# Virginia (Irlanda)

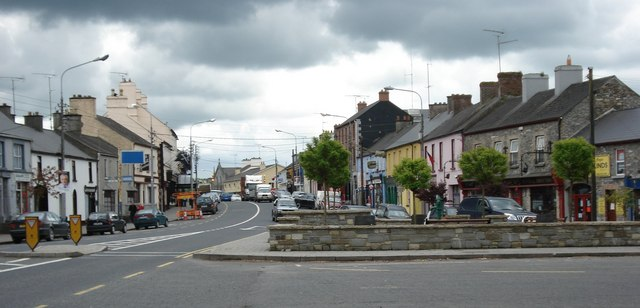
Calle principal de Virginia.

Virginia (en irlandés: Achadh an Iúir) es una villa situada en el sureste del condado de Cavan, Irlanda. Está al lado del Loch Ramor, es atravesado por la carretera N°3 que lo enlaza al sureste hasta Dublín, la capital del país. La villa fue fundada en agosto de 1612 por colonos ingleses para hacer plantaciones. Su líder era un explorador que se llamaba John Ridgeway.
En 2006 Virginia tenía una población de 1.734 habitantes, por eso es la cuarta localidad más grande del condado, detrás de la capital Cavan y las villas de Bailieborough y Kingscourt. En 2002 su población era 1.093 habitantes, la sexta más grande.
El primer nombre de la villa fue su nombre irlandés, Achadh an Iúir, que significa El Campo del Tejo. El nombre inglés fue dado en 1612 cuando se hicieron las plantaciones. Lleva el nombre de la Reina Isabel I de Inglaterra, la Reina Virgen. Ahora, la industria principal en el área es la leche, que es utilizada para hacer Bailey's, un whisky de crema.
Virginia fue elegido como la villa más limpia de Irlanda por el gobierno en 1964 y 1965